# Pârâul Șindrilei
Pârâul Șindrilei este un curs de apă, afluent al râului Avrig. 